# Viaduc de la Souleuvre
Viaduc de la Souleuvre – częściowo zdemontowany wiadukt kolejowy w miejscowości La Ferrière-Harang służący obecnie do skoków na bungee.

## Historia
Viaduc de la Souleuvre był pierwotnie stalowym mostem kolejowym opartym na 5 kamiennych filarach. Zbudowano go w XIX w. na linii kolejowej łączącej Caen przez Saint-Lô z Vire i Granville. Budowa rozpoczęła się w 1887 r. a otwarcie miało miejsce 12 listopada 1893 r. Całkowita długość wiaduktu wynosiła 364,2 m a maksymalna wysokość 63,5 m. Wysokość filarów wynosi od 26 do 60 m, wymiary ich podstawy – 18 na 8 m, a szczytu 7 na 4 m. Zbudowane zostały z granitowych bloków o wadze 350 kg, pochodzących z kamieniołomu w rejonie Vire o łącznej objętości 14000 m³.
Przed II wojną światową przez wiadukt przejeżdżało dziennie około piętnastu pociągów. Podczas wojny był używany przez Niemców. Alianci usiłowali zniszczyć wiadukt w 1944 roku, jednak zdołali tylko uszkodzić konstrukcję stalową. Koło wiaduktu zrzucono ponad 500 bomb nie trafiając go. W sierpniu 1944 r. wiadukt naprawili Amerykanie.
Gdy w 1960 r. linia kolejowa została zamknięta, wiadukt przeznaczono do rozbiórki. Pomimo wielkiej lokalnej kampanii na rzecz zachowania mostu platforma z torami kolejowymi została wysadzona w 1970 r. Pozostało tylko 5 ogromnych filarów.

## Wiadukt obecnie
W roku 1990 na najwyższym, drugim od strony północy filarze wybudowano platformę do skoków na bungee. Platforma znajduje się 61 m ponad rzeką Soulevre, dostęp do niej zapewnia 140 m most wiszący, łączący z północnym końcem wiaduktu. Twórcą obiektu był A.J. Hackett.

W 1999 r. udostępniono kolejną atrakcję - Scable, czyli zjazd na linie zawieszonej w poprzek doliny z prędkością do 100 km/h.

## Zdjęcia

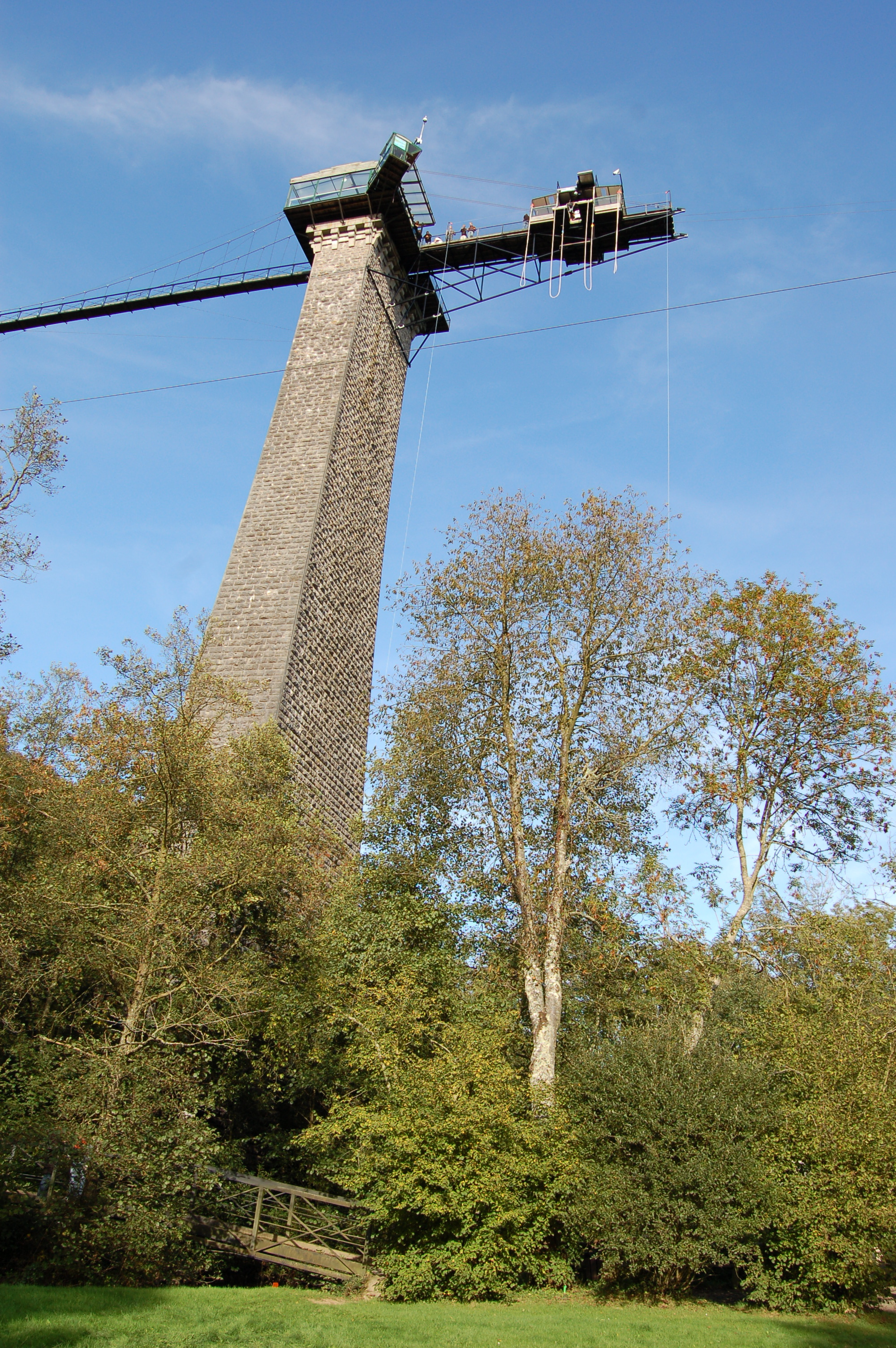
Filar z platformą do skoków
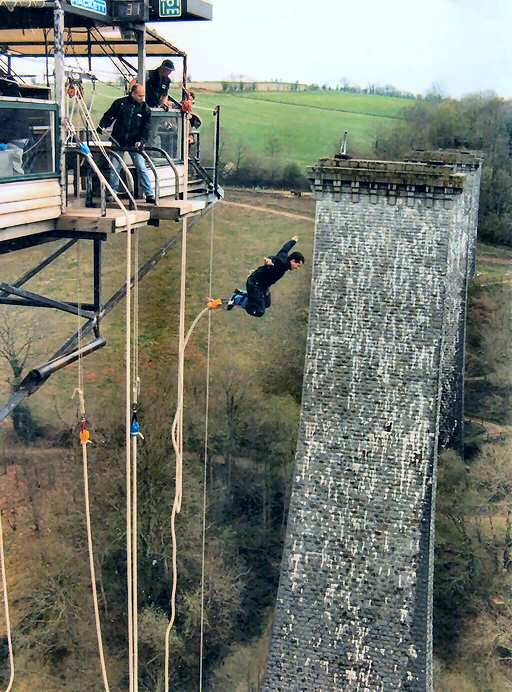
Skok na bungee z wiaduktu